# Oriental Carpet Manufacturers
Die Firma Oriental Carpet Manufacturers (OCM) of London war ein bedeutendes Unternehmen in der Herstellung und im Handel von Orientteppichen. Es existierte von 1907/8 bis 1968. Einer der Geschäftsführer war Arthur Cecil Edwards, Autor eines Standardwerks über den persischen Teppich.

## Geschichte

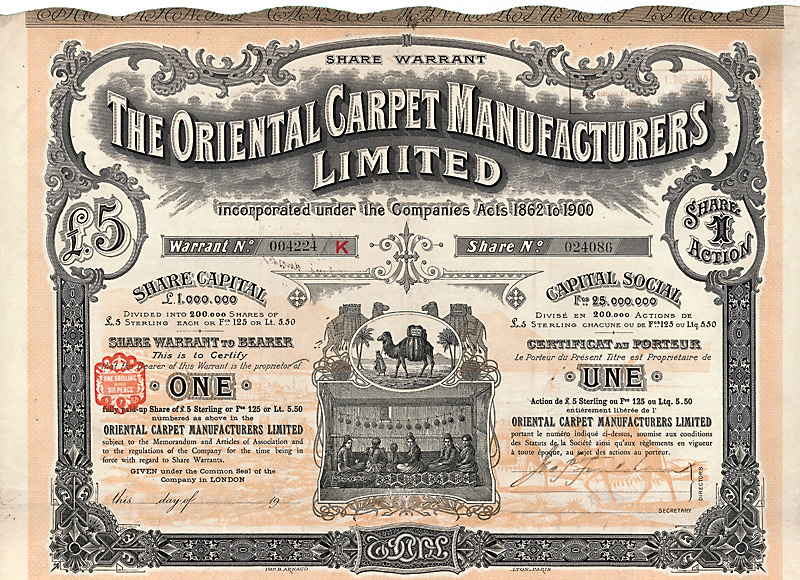
Aktie der Oriental Carpet Manufacturers Ltd vom 11. Februar 1913

Die Produktion türkischer Teppiche wurde im Osmanischen Reich seit etwa 1830 im Wesentlichen von osmanischen, europäischen und US-amerikanischen Handelshäusern dominiert, die ihre ohnehin führende Rolle in der Teppichproduktion und des Exports weiter ausbauten. Im Zuge der Industrialisierung stiegen die Löhne in der westlichen Welt an. Immer mehr Menschen konnten sich prestigeträchtige Orientteppiche leisten In Europa schon seit dem 14. Jahrhundert sehr begehrt, galten als Luxusware für wenige Wohlhabende.
Traditionelles Zentrum für Teppichknüpferei war die zentralanatolische Region um Uşak und Konya, aus deren Manufakturen noch in den 1870er und 1880er Jahren fast 75 % aller exportierten Teppiche stammten. Aufgrund schnell steigender Nachfrage, weiteten in Istanbul und Smyrna ansässige Handelshäuser ihre Produktionsstätten in Anatolien aus und traten in Konkurrenz zu den muslimischen Handelskonsortien in Uşak. Diese Konsortien stellten den, oftmals in Heimarbeit und zu niedrigen Löhnen arbeitenden Knüpfern, Materialien, wie vorgefärbtes Garn zur Verfügung und nahmen Einfluss auf Musterkonzeptionen, um entsprechende Marktnachfrage bedienen zu können. Die osmanische Regierung förderte die Prozesse mittels Musterausstellungen, Qualitätskontrollen und Kunsthandwerksschulen, so in Konya und Kırşehir.
Die Oriental Carpet Manufacturers wurde Ende 1907/Anfang 1908 in Smyrna durch eine Gruppe englischer Kaufleute gegründet. Rasch drang man bis nach  Persien vor. Webstühle und andere technische Einrichtungen bezog man zunächst aus Deutschland und Österreich. Die erste Produktionsstätten lagen in der heutigen anatolischen Provinz Manisa. Um 1910 exportierten traditionelle Manufakturen lediglich noch 10 % des Teppichaufkommens. OCM expandierte 1911 dagegen nach Persien. In Hamadan wurde eine eigene Teppichproduktion aufgebaut, wodurch die Entwicklung weitere Fahrt aufnahm. Es konnten bereits hohe Dividenden ausgeschüttet werden. 1924 übernahm Edwards die Geschäftsführung in London und weitete die Geschäftstätigkeit in die Vereinigten Staaten aus. Um Produktionskosten zu senken, lagerte er die Teppichproduktion nach Indien aus. 1912 bereits kontrollierte die OCM den Großteil aller Webstühle (etwa 12.000 Stück) der Provinz Konya. Beschäftigt wurden etwa 15–20.000 Knüpferinnen.
Noch in den 1960er Jahren wurden Aktien der OCM an der Londoner Börse gehandelt, allerdings kam das Unternehmen durch Angebot aus aller Welt zunehmend unter Konkurrenzdruck. Es galt die Qualität zu steigern und neue Vertriebswege zu erschließen. Dank technischer Neuerungen konnte zunächst erfolgreich weitergearbeitet werden. Mittels chemischer Vorbehandlungen, konnte neuen Teppichen die Patina betagter Teppiche verliehen werden, was Absatzspitzen erzeugte. 1986 wurde die Gesellschaft verkauft und ging in der Eastern Kayam, ursprünglich eine der Tochtergesellschaften, auf.

## Technik und Mustergestaltung der OCM am Beispiel der Produktion in Hamadan

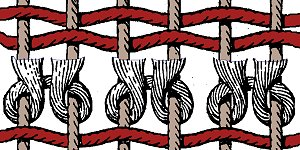
Türkischer (symmetrischer) Knoten mit doppeltem Kettfaden (oben, rot)

In seinem Werk „The Persian Carpet“ hielt Edwards die OCM-Produktion in Hamadan fest. Die Region war geprägt durch die Tradition dörflicher Teppichknüpferei, bis 1912 gab es dort keine städtische Manufaktur. Edwards begann mit einer kleinen Manufaktur von acht Webstühlen. Um 1948 standen über 1000 Webstühle in der Stadt, allein die größte Manufaktur hatte 120 Webstühle. Die Herstellung eines Teppichs nach den von Edwards festgesetzten Qualitätskriterien hatte mehrere Faktoren zu berücksichtigen: Die Art, wie der Knoten geknüpft wird (symmetrisch oder asymmetrisch), die Knotendichte, die Zwirnung und Dicke der Kettfäden, Zahl und Dicke der Schussfäden sowie des Wollgarns für den Flor, die Auswahl der verwendeten Farben, die Mustergestaltung, alles unter Berücksichtigung der Herstellungskosten.
Edwards entschied sich für ein Grundgewebe mit doppeltem Kettfaden, in der Dicke, Struktur und Dichte den Teppichen aus Bidschar gleichend, jedoch mit baumwollenem anstelle dem wollenen Grundgewebe klassischer Bidschar-Teppiche. Geknüpft werden sollte der in der Region um Hamadan typische symmetrische („türkische“) Knoten, der im Vergleich zum asymmetrischen „persischen“ Knoten einen dickeren, schwereren Flor erzeugt. Nach einer Reihe von Versuchen erwies sich eine Knotendichte von 10 × 11 Knoten pro Quadratinch als optimal. Dies erlaubte ein ausreichend dichtes Muster zu annehmbaren Kosten zu gestalten. Die Wolle bezog OCM von kurdischen Nomaden aus Kermānschāh. Anfänglich wurde sie von Hand, nach einigen Jahren maschinell kardiert, aber immer von Hand gesponnen. Gefärbt wurde zunächst mit synthetischen Farben unter der Leitung eines in Deutschland in der korrekten Anwendung der Färbeverfahren geschulten Armeniers. Die Ergebnisse waren so unbefriedigend, dass die Firma bald – und noch Jahrzehnte später – klassische persische Naturfarben verwendete. Für die Mustergestaltung wurden nach dem Vorbild der großen safawidischen Teppiche des 16. Jahrhunderts „typisch persische“ Muster entworfen, die später dem Geschmack der amerikanischen Käufer angepasst wurden. Edwards nannte sein Produkt nach dem nahen Gebirge „Alvānd“, um es von den traditionellen Hamadan-Teppichen zu unterscheiden.